# Rijstmot
De Rijstmot (Corcyra cephalonica) is een vlinder uit de familie Pyralidae, de snuitmotten.
De vlinder is vooral bekend als plaaginsect. De rupsen tasten voorraden aan van bijvoorbeeld cacaoproducten, meel, noten en rijst. Ze zijn groen met drie bleekgroene strepen op de rug, en een langs elke zij. Deze bereiken een lengte tot 2 centimeter.
De volwassen dieren hebben een spanwijdte van 18 tot 26 millimeter. De voorvleugels zijn tamelijk effen grijsgeel met enkele zwarte puntjes, de achtervleugels zijn bijna doorzichtig en ook effen gekleurd. 
De soort is over vele delen van de wereld verspreid.